# Willy Liebermann von Wahlendorf

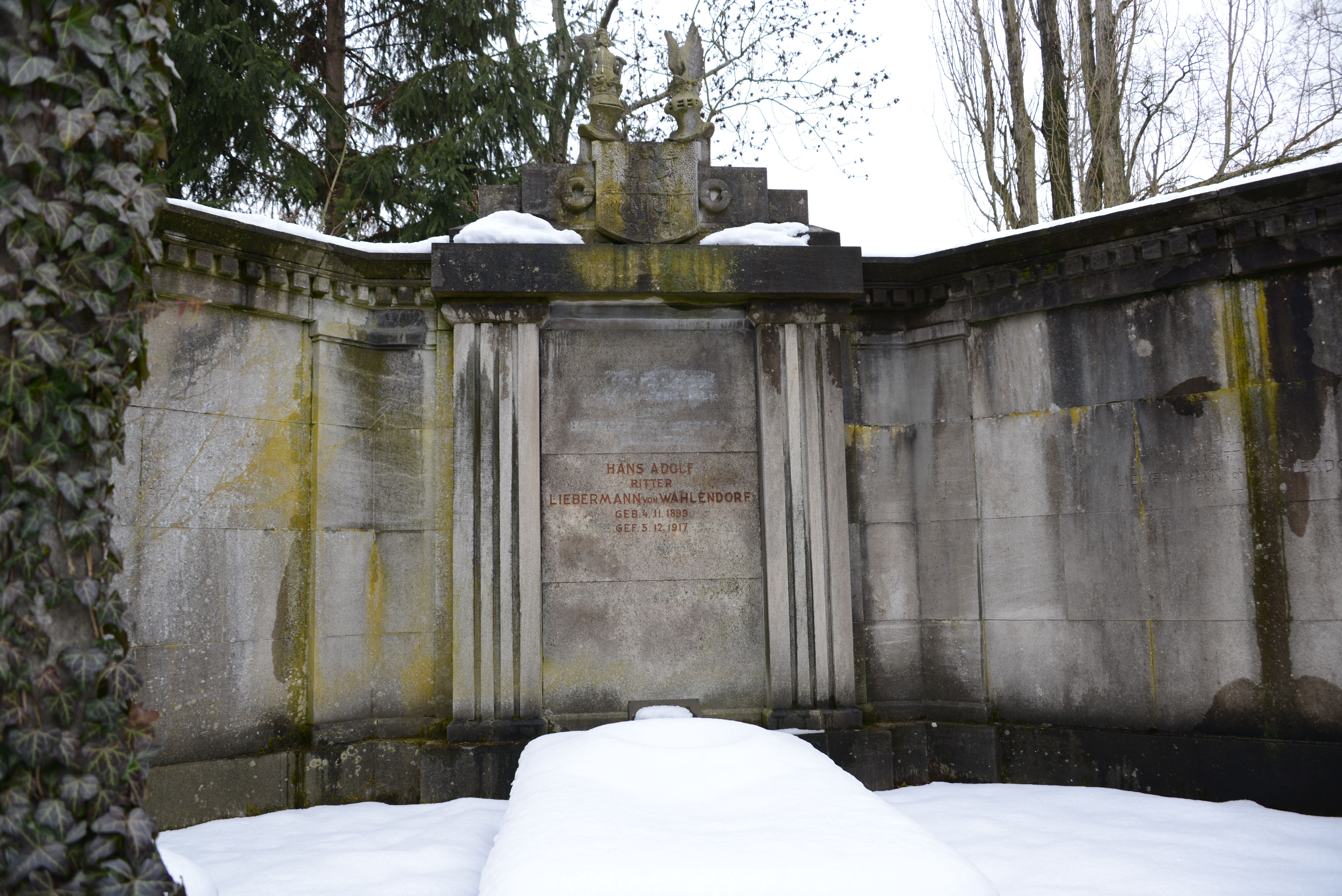
Grabstätte der Familie Liebermann von Wahlendorf auf dem Kaiser-Wilhelm-Gedächtnis-Friedhof Berlin („Hans Adolf, Ritter, Geb. 4.11.1899, Gef.(allen) 5.12.1917“)

Willy Edgar Sally Ritter Liebermann von Wahlendorf (* 6. Oktober 1863 in Berlin; † 1939 in London) war ein deutscher Chemiker und Unternehmer.

## Leben
In Berlin aufwachsend besuchte Liebermann neben der Erziehung bei verschiedenen Hauslehrern das Königliche Wilhelms-Gymnasium. Nach dem Abitur studierte er Chemie an der Julius-Maximilians-Universität Würzburg und der Hessischen Ludwigs-Universität Gießen. 1884 wurde er im Corps Starkenburgia aktiv. Corpsstudentische Erziehung und ihr Ehrbegriff prägten sein Leben nachhaltig.
1885 arbeitete er an einem chemischen Laboratorium in Berlin. 1886/87 diente er als Einjährig-Freiwilliger beim Schleswig-Holsteinischen Ulanen-Regiment Nr. 15 in Straßburg. Den anfänglichen Wunsch nach Wechsel in die Offizierslaufbahn ließ er angesichts des verbreiteten Antisemitismus in der Preußischen Armee bald wieder fallen. Nach seinem Abschied forderte er einen Rittmeister seines Regiments zum Duell (dem ersten von insgesamt vier Pistolenduellen, die er im Laufe seines Lebens austrug). Die Affäre erregte einiges Aufsehen und wurde auch im Reichstag (Deutsches Kaiserreich) thematisiert. Liebermann setzte sich nach Belgien ab, stellte sich aber den deutschen Behörden. Er wurde zu Festungshaft verurteilt und nach einem dreiviertel Jahr begnadigt. Er setzte seine chemischen Untersuchungen fort und promovierte 1890 in Rostock zum Dr. phil. Der Lebensmittelchemie galten auch seine weiteren Forschungen. Er selbst war an mehreren industriellen Unternehmungen beteiligt, unter anderem an der Chemischen Fabrik Balzer & Co. in Berlin-Grünau und an der Chemischen Fabrik Berlin-Köpenick.
1902 heiratete Willy Liebermann Elisabeth Lenning (1880–1946), von der er sich 1908 scheiden ließ. Der Ehe entstammen die Töchter Madeleine (* 1903) und Ellen (* 1904). Seit 1910 war er in zweiter Ehe mit Maidi geb. Feist-Belmont (1884–1971) verheiratet. Der Ehe entstammt der Sohn Edgar (1910–1996). Maidi Liebermann war 1918 bis 1921 die Geliebte von Ludwig Thoma. Trotz der ihm bekannten Liebschaft verweigerte Willy Liebermann die Scheidung, diese erfolgte erst 1926, lange nach dem Tod Thomas. 1928 heiratete Liebermann zum dritten Mal.
Ungeachtet seiner Integration in die großbürgerlich-adelige Gesellschaft des Kaiserreichs verleugnete Liebermann seine Zugehörigkeit zum Judentum nie. Strikt wandte er sich gegen die im jüdischen Bürgertum verbreiteten christlichen Taufen zwecks beruflicher Karrieren. Angesichts der Bedrohung durch den Nationalsozialismus unterstützte er die Deutschnationale Volkspartei. Letztlich ohne Erfolg stellte er seinen Einfluss dem Central-Verein deutscher Staatsbürger jüdischen Glaubens zur Verfügung. Nach der Machtergreifung der Nationalsozialisten zog er sich ins Exil nach England zurück, wo er 1939 starb. 
Liebermanns Erinnerungen, die er 1936 in Meran verfasste und denen er selbst den Titel Mein Kampf gab, wurden 1988 als Erinnerungen eines deutschen Juden. 1863–1936 im Piper Verlag herausgegeben. In seinem Nachwort beschreibt Ernst Piper das Buch als „zeitgeschichtliche Quelle von hohem Rang, haben wir doch einen Repräsentanten zweier untergegangenen Welten vor uns, der Welt des deutschen Großbürgertums zum einen und der Welt des deutschen Judentums zum anderen“. Zugleich sind sie beredtes Zeugnis für den bürgerlichen Antisemitismus, dem Liebermann sich immer wieder ausgesetzt sah.

## Familie

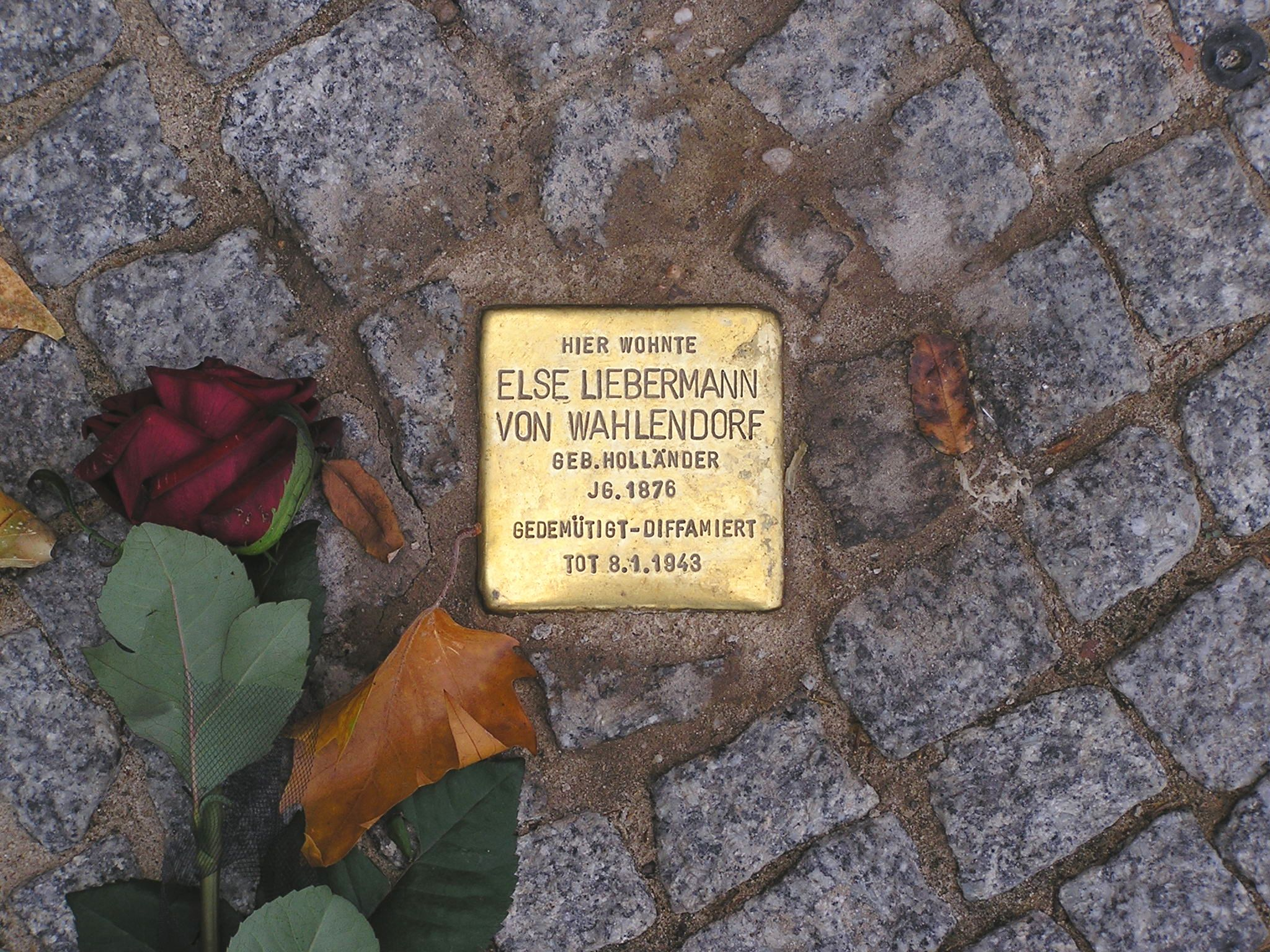
Stolperstein für „Else Liebermann von Wahlendorf, geb. Holländer
Jg. 1876, gedemütigt – diffamiert,
tot 8.1.1943“.
Budapester Straße 45, Berlin
(Witwe des Bruders Paul (1861–1930), also Schwägerin von Wilhelm Liebermann von Wahlendorf)

Willy Liebermann war Angehöriger der Familie Liebermann. Sein Großvater Josef Liebermann gründete die erste deutsche Fabrik für maschinellen Kattundruck, die später zur größten Kattunfabrik Deutschlands aufstieg. Er legte damit die Grundlage für den materiellen Reichtum der Familie. 
Willy Liebermanns Vater Adolf Liebermann von Wahlendorf machte sich einen Namen als Kunstsammler. Er besaß unter anderem das Eisenwalzwerk von Adolf von Menzel, heute in der Nationalgalerie Berlin. 1873 wurde er vom damaligen österreichischen Kaiser Franz Joseph I. als „Ritter Liebermann von Wahlendorf“ in den österreichischen Adelsstand erhoben. Angesichts seiner Verdienste um die Kunst wurde ihm das Führen des Adelsprädikats auch in Preußen gestattet. 
Willy Liebermann von Wahlendorf war Cousin des Malers Max Liebermann, des Chemikers Carl Liebermann, des Historikers Felix Liebermann und des AEG-Gründers Emil Rathenau (Vater des späteren Reichsaußenministers Walter Rathenau).

## Werke
- Erinnerungen eines deutschen Juden. 1863–1936. München 1988.